# Tom Derrick

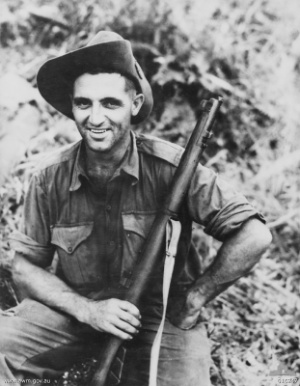
Sergeant Derrick, November 1943

Thomas Currie „Diver“ Derrick, VC, DCM (* 20. März 1914 in Medindie, Adelaide, Australien; † 24. Mai 1945 auf Tarakan, Indonesien) war ein australischer Soldat und Träger des Victoria-Kreuzes, der höchsten Auszeichnung für Tapferkeit „im Angesicht des Feindes“, welche an Mitglieder der Streitkräfte Großbritanniens und des Commonwealth vergeben wird. Im November 1943, während des Zweiten Weltkriegs, wurde Derrick wegen seines Angriffs auf die schwere japanische Stellung bei Sattelberg, New Guinea für diese Auszeichnung nominiert. Während des Einsatzes erklomm er unter schwerem Maschinengewehrbeschuss eine Felswand, schaltete sieben feindliche Schützen aus und leitete seine Einheit zur Zerstörung weiterer feindlicher Stellungen.

## Leben
Derrick war der älteste Sohn des irischen Einwanderers David Derrick und dessen Frau Ada. Er wuchs in ärmlichen Verhältnissen auf. Er besuchte die Grundschule, die Sturt Street Public School in Le Fevre sowie die Peninsula School in Port Adelaide und verließ diese im Alter von 14 Jahren. Anschließend bestritt er seinen Lebensunterhalt mit Gelegenheitsjobs wie der Fahrradinstandsetzung, dem Verkauf von Zeitungen oder als Aushilfe in einer Bäckerei. Zudem interessierte er sich sehr für den Sport, beispielsweise für Boxen, Fußball, Cricket aber auch für das Glücksspiel. 1931 fuhr er mit einigen anderen auf der Suche nach einer Arbeitsstelle mit dem Fahrrad rund 225 km bis nach Berri am Murray River. Hier war er als Helfer neun Jahre lang im Weinanbau bei Winkie tätig.

## Militärische Laufbahn
In der katholischen St. Laurence Kirche in Nordadelaide heiratete Derrick am 24. Juni 1939 Clarence Violet „Beryl“ Leslie und trat am 26. Juni 1940 in die australischen Streitkräfte ein. 1940 war Derrick im 2/48th Bataillon eingesetzt, erwies sich bald als guter Soldat und wurde zum Korporal befördert als seine Einheit in Tobruk eingesetzt war. Im Juli 1942 wurde er für seine Tapferkeit bei Tell el Eisa (Ägypten) mit der Distinguished Conduct Medal ausgezeichnet. Kurz darauf wurde er zum Sergeant befördert. Im Oktober war er mit seiner Einheit bei el-Alamein eingesetzt wo er erneut eine Auszeichnung erhielt. Im Februar 1943 kehrte er mit seiner Einheit nach Australien zurück wurde in Nordqueensland und Papua weiter ausgebildet, um anschließend im September bei der Übernahme von Lae in Neuguinea eingesetzt zu werden. Im November attackierte das Bataillon die Anhöhe bei Sattleberg oberhalb von Finschhafen. Für seine Tapferkeit in diesem unwegsamen Gelände und seinen Einsatz unter schwerem Beschuss, der die Eroberung von Sattleberg ermöglichte, wurde Derrick mit dem Victoria-Kreuz ausgezeichnet.
Das Bataillon kehrte im Februar 1944 erneut nach Australien zurück und Derrick wurde im August einer Trainingseinheit für Offiziere zugeteilt. Hier wurde er im November zum Leutnant befördert. Am 1. Mai 1945 war er bei der Rückeroberung von Tarakan auf Borneo eingesetzt. Als er seinen Zug gegen einen stark verteidigten Posten führte, wurden sie beschossen. Als er überprüfen wollte, ob es Verletzte gab, wurde er selbst von fünf Kugeln in die Brust getroffen. Er starb am 24. Mai 1945 und wurde auf dem Labuan War Cemetery beigesetzt.